# Amegilla cinnyris
Amegilla cinnyris là một loài Hymenoptera trong họ Apidae. Loài này được Lieftinck mô tả khoa học năm 1944.